# Lorraine 37L
A Lorraine 37L könnyű lánctalpas páncélozott jármű volt, amelyet a Lorraine vállalat fejlesztett ki a két világháború közti időszakban. A hadsereg követelményei egy teljesen páncélozott lőszer és üzemanyag-szállító hordozó számára, amelyet a harckocsis egységek használhatnak a frontvonal feltöltéséhez. 1937-ben építettek egy prototípust, és 1939-ben kezdték meg a gyártást. Ebben az időszakban két páncélozott csapatszállító és egy páncélvadász is készült az alvázán. Elsősorban a francia gyalogosok nagyobb gépesített egységeinek felszerelésével ezt a járművet széles körben alkalmazták az 1940-es franciaországi hadjárat során. Franciaország megszállása után tovább folyt a gyártás titokban Vichy-kormány vezette Franciaország gyáraiban. A németek az elfogott járműveket eredeti funkciójának megfelelően használták, később - mivel felfüggesztési rendszer különösen megbízható volt - sokat átépítettek Marder I típusú páncélvadászokká vagy önjáró tüzérségi lövegekké.

## Gyártás
1934-ben elrendelték egy lőszer-ellátó jármű tervezését, hogy növeljék a független harckocsiegységek működési tartományát. Ugyanebben az évben a Renault 36R-t választották ki a további fejlesztéshez; 1938-tól összesen háromszáz darab került rendelésre. Ezt a járművet azonban csak részben páncélosították; 1936. április 17-én új előírásokat dolgoztak ki teljesen páncélozott járművek számára, amelyek üzemanyagot és lőszert szállíthatnak a frontvonalon harcoló harckocsikhoz. 1937 elején a Lorraine cég készített egy prototípust. Ez egy, az 1931-es Renault UE Chenillette lánctalpas gyalogsági ellátó jármű egy javasolt csere típusának kibővített változata. 1937 februárjában a Bizottság, felszólította a "Commission de Vincennes"-t, a prototípus tesztelésére és az értékelés elvégzésére 1937. november 1. előtt, még akkor is, ha a gyártás még nem fejeződött volna be. A prototípust július 9-én mutatták be és augusztus 4-ig tesztelték.

## Fordítás
Ez a szócikk részben vagy egészben  a   Lorraine 37L című angol Wikipédia-szócikk fordításán alapul.  Az eredeti cikk szerkesztőit annak laptörténete sorolja fel. Ez a jelzés csupán a megfogalmazás eredetét és a szerzői jogokat jelzi, nem szolgál a cikkben szereplő információk forrásmegjelöléseként.